# 1912 في ألمانيا
فيما يلي قوائم الأحداث التي وقعت خلال عام 1912 في ألمانيا.

## ظهور
- 1 يناير – روسهالده رواية من تأليف هرمان هيسه.

## مواليد

### يناير
- 10 يناير – هاينريش شميت لاعب كرة قدم ألماني.

### فبراير
- 1 فبراير – ألبين كيتسينغر لاعب كرة قدم ألماني.
- 6 فبراير – إيفا براون عَشيقة وَرفيقة المُستشار الألماني أدولف هِتلر، وَزوجته لِمدة لَم تتجاوز 40 ساعة.
- 7 فبراير – ماتياس هايدمان لاعب كرة قدم ألماني.
- 18 فبراير – هاينتس كون رئيس الوزراء الخامس لولاية شمال الراين - ويستفاليا (1966-1978).

### مارس
- 11 مارس – بول جينس لاعب كرة قدم ألماني.
- 19 مارس – أدولف غالاند
- 22 مارس – ألفريد شفارتزمان

### أبريل
- 6 أبريل – نوربرت برينكمان سياسي ألماني.
- 16 أبريل – يوزيف شتريب لاعب كرة قدم ألماني.

### مايو
- 2 مايو – أكسل شبرنغر
- 13 مايو – فيليكس كراخت
- 30 مايو – إريك باغ فيزيائي ألماني.
- 31 مايو – مارتن شوارزشيلد عالم فلك ألماني.

### يونيو
- 8 يونيو – هنري براندون
- 21 يونيو – توني ميركينس درّاج طريق ألماني.
- 22 يونيو – كارولين ماتيلد أميرة ساكس كوبورج وغوتا
- 28 يونيو – كارل فريدريش فون فايزاكر فيزيائي ألماني.

### يوليو
- 17 يوليو – إروين باور سائق فورمولا 1 ألماني.

### أغسطس
- 3 أغسطس – أوتو سيفلينغ لاعب كرة قدم ألماني.
- 18 أغسطس – أوتو إرنست ريمر كاتب ألماني.
- 25 أغسطس – إريش هونيكر سياسي ألماني.

### أكتوبر
- 14 أكتوبر – ألبرت ريختر

### نوفمبر
- 7 نوفمبر – إرنست لينر لاعب كرة قدم ألماني.

### ديسمبر
- 19 ديسمبر – هاينز بيك فيزيائي ألماني.
- 29 ديسمبر – سابين بيترز ممثلة ألمانية.

## وفيات

### فبراير
- 25 فبراير – غيلاوم الرابع (مواليد 1852)

### مارس
- 30 مارس – كارل ماي (مواليد 1842) كاتب ألماني.

### أبريل
- 26 أبريل – هيرمان تسابل (مواليد 1832) عالم نبات ألماني.

### مايو
- 24 مايو – هاينريش فريدريش فيبر (مواليد 1843) فيزيائي ألماني.

### يوليو
- 12 يوليو – لودفيغ وينتر (مواليد 1846)

### أغسطس
- 6 أغسطس – إرنست بيكر (مواليد 1843) عالم فلك ألماني.
- 16 أغسطس – يوهان مارتين شلاير (مواليد 1831) قس كاثوليكي ألماني.

### نوفمبر
- 26 نوفمبر – ماري أميرة هوهنتسولرن زيغمارينغن (مواليد 1845)